# Буранчі-Ічі
Буранчі-Ічі (крим. Burançi İçi) — маловодна балка (річка) в Україні у Бахчисарайському районі Автономної Республіки Крим, на Кримському півострові. Права притока річки Ескі-Кишав (басейн Чорного моря).

## Опис
Довжина річки 11,0 км, площа басейну водозбору 22,8 км.

## Розташування
Бере початок у селі Ароматне (крим. Aromatne). Тече переважно на північний захід і впадає в річку Ескі-Кишав за 1,7 км від гирла. Водоохоронна зона балки встановлена в 50 м.

## Цікаві факти
- Біля витоку річки на південно-західній стороні від села Ароматне на відстані приблизно 2,74 км пролягає автошлях розташований автошлях Н06 (автомобільний шлях національного значення на території України, Сімферополь — Бахчисарай — Севастополь).